# Zafarraya
Zafarraya è un comune spagnolo di 2.258 abitanti situato nella comunità autonoma dell'Andalusia.

## Monumenti e luoghi d'interesse
- Cueva del Boquete: in questa grotta nel 1983 è stata ritrovata una mandibola di uomo di Neandertal da Cecilio Barroso e Paqui Medina. La mandibola è stata datata a 30.000 anni, il ritrovamento più recente riferito alla specie. Vicino alla mandibola sono stati trovati strumenti del periodo musteriano datati a 27.000 anni fa. La scoperta è stata una delle prime prove certe della contemporanea presenza in Europa, per un periodo significativo di anni, di neandertaliani e homo sapiens.[1]